# Magyar Űrkutatási Iroda
Magyar Űrkutatási Iroda är sedan 1992 den ungerska myndigheten ansvarig för rymdfart.